# كريستوفر برايس
كريستوفر برايس (5 يناير 1983 في المملكة المتحدة - )  (بالإنجليزية: Christopher Brice)‏ هو لاعب كريكت بريطاني.